# Margarita Brender i Rubira
Margarita Brender i Rubira (Romania, 4 de juliol del 1919 - Barcelona, 11 de febrer de 2000) fou una arquitecta catalana.
Va estudiar arquitectura a Romania, però l'any 1962 l'Escola Tècnica Superior de Barcelona li va convalidar la titulació. D'aquesta manera va esdevenir la primera dona arquitecta a Catalunya. L'any 1962 era l'única dona col·legiada al Col·legi Oficial d'Arquitectes de Catalunya (COAC) i durant molts anys fou l'única que exercia aquesta professió en solitari a la província de Barcelona. La primera dona que va fer tots els estudis d'arquitectura a Catalunya va ser Mercè Serra i Barenys, amb titulació de 1964.
El seu caràcter cosmopolita i el seu bagatge cultural i vital la van portar a defensar un estil d'arquitectura avantguardista, segons el qual el disseny dels espais incideix de manera qualitativa en una millora de la vida de les persones que l'habiten. En una entrevista feta pel diari La Prensa (6 de novembre de 1962), ella mateixa apuntava la influència de l'arquitectura mediterrània en els seus projectes i parlava de l'interès que tenia per una arquitectura harmònica que comencés a planificar-se en l'urbanisme i que mantingués la seva coherència, fins a preveure una decoració adient amb les característiques de les usuàries i els usuaris.
Margarita Brender donà, al llarg de la seva trajectòria professional, una gran importància a la integració entre arquitectura i natura. Considerava que tota habitació hauria de permetre veure el cel. Lamentava sovint les limitacions de la política urbanística predominant en el moment, que no permetia una amplitud d'espais com la que ella considerava justa, oportuna i necessària.
Seguint la seva línia teòrica i pràctica, l'any 1966 s'encarregà d'un projecte residencial de 346 habitatges a Badalona, Can Mercader, juntament amb els arquitectes F. J. Barba Corsini i J.A. Padrós Galera. També és la signant d'un conjunt residencial de luxe al Prat de Llobregat, que incloïa incloïa un grup hoteler i un club esportiu, i d'un grup d'apartaments a la Costa Brava.

## Reconeixement
L'any 2022 l'Ajuntament de Barcelona li posà el seu nom a uns jardins de la ciutat, a la cruïlla entre els carrers del Freser, de Trinxant i de la Indústria, al barri del Camp de l'Arpa del Clot.